# The Night the Lights Went Out in Georgia
The Night the Lights Went Out in Georgia is een Amerikaanse dramafilm uit 1981 onder regie van Ronald F. Maxwell. De film is losjes geïnspireerd op het gelijknamige lied uit 1972 van Vicki Lawrence. Countryzangeres Tanya Tucker nam voor de soundtrack van deze verfilming een nieuwe versie op.

## Verhaal
Een jonge zanger en zijn zus / manager reizen naar Nashville op zoek naar roem. Terwijl ze van het ene groezelige hotel naar het andere reizen, wordt het steeds duidelijker dat slechts één van hen het in zich heeft om een ster te worden.
Travis Child (Quaid) is een countryzanger die één hit had en daarna in de vergetelheid is geraakt. Zijn ambitieuze jongere zus, Amanda (McNichol), is vastbesloten om met Travis naar Nashville af te reizen en opnieuw een ster van hem te maken. Deze plannen mislukken vanwege Travis 'gebrek aan ambitie en gemakkelijke afleiding door vrouwen en drank. Amanda ontmoet een staatsmilitair genaamd Conrad.
Niet veel later wordt Travis gearresteerd wegens openbare dronkenschap. Om de boete te betalen neemt hij een baantje als bartender in een taverne langs de weg genaamd Andy's, waar hij valt voor een jonge dame genaamd Melody. Zij heeft een erg jaloerse ex-vriend - die toevallig de plaatsvervangende sheriff is genaamd Seth James. Seth verwondt Travis in een hinderlaag. Travis verstopt zich in de vloerplanken van zijn vrachtwagen en doet alsof hij dood is. Wanneer Seth Travis de vrachtwagendeur open rukt om nog een kogel door zijn hoofd te jagen, doodt Travis hem met een pistool. Travis, in slechte staat, pakt de auto van Seth, rijdt ermee van de weg af en overlijdt. Amanda begraaft Travis en neemt afscheid van Melody. Ze loopt de weg af met haar hond. Conrad overtuigt haar uiteindelijk om samen met hem te vertrekken.

## Rolverdeling
| Acteur            | Personage    |
| ----------------- | ------------ |
| Kristy McNichol   | Amanda Child |
| Dennis Quaid      | Travis Child |
| Mark Hamill       | Conrad       |
| Sunny Johnson     | Melody       |
| Don Stroud        | Seth James   |
| Barry Corbin      | Wimbish      |
| Arlen Dean Snyder | Andy         |
| Ellen Saland      | Nellie       |